# Pampa Ilusión
Pampa Ilusión es una telenovela chilena del género drama romántico, escrita por Víctor Carrasco, producida por Pablo Ávila, con la dirección general de Vicente Sabatini. Fue transmitida por la cadena pública Televisión Nacional de Chile desde el 7 de marzo hasta el 3 de agosto de 2001.
La telenovela relata el regreso de la desterrada hija de un empresario inglés, en plena lucha de clases ocurrida entre la burguesía y el proletariado en la oficina salitrera Humberstone, durante la aguda crisis financiera provocada por el término de la explotación del salitre a mediados de la década de 1930.
Es protagonizada por Claudia Di Girolamo y Francisco Reyes.  junto con Héctor Noguera, Delfina Guzmán, Nestor Cantillana y Consuelo Holzapfel en los roles antagónicos. Con un reparto coral donde destaca una mezcla de actores consagrados como Marés González, Luis Alarcón, Violeta Vidaurre, Eduardo Barril, José Soza, Luz Jiménez, Alfredo Castro, entre otros. Acompañados por actores jóvenes como Francisco Melo, Blanca Lewin, Juan Falcón, Tamara Acosta, Francisca Imboden, Álvaro Morales, Antonia Zegers, Pablo Schwarz, Amparo Noguera, Ximena Rivas, Daniela Lhorente entre otros.

## Argumento
William Clark Stevensons (Héctor Noguera) es un empresario de origen inglés, dueño de la salitrera Pampa Ilusión, que se niega a aceptar que los años de bonanza de su oficina llegaron al término. Su hijo, Manuel Clark García (Francisco Melo), quien dedica su vida a cuidar de su viejo padre postrado, a pesar de recibir inoportunas humillaciones por parte de él, hace todo lo posible para que su padre no se entere de que la oficina salitrera atraviesa por una dramática situación económica.  
La tranquilidad en Pampa Ilusión se ve interrumpida con la llegada de Inés García (Claudia Di Girolamo), la ilegítima y no reconocida hija de William, conocido en la sociedad como Mister Clark, quien reconoce haberla desterrado de su vida cuando era solo una recién nacida, solo por el hecho de ser mujer. Al enterarse de su regreso, Mister Clark reacciona y ofrece una compensación a sus empleados para que la atrapen. Mientras que la amante de él, la aristócrata y soberbia, Mercedes Jorquera (Delfina Guzmán), hará todo lo posible para que Inés sea capturada y expulsada de la oficina salitrera. 
Para evitar ser apresada y poder ingresar a las instalaciones de su déspota padre, Inés aprovecha sus conocimientos en medicina y se disfraza de hombre; el doctor Florencio Aguirre. Bajo su nueva identidad, tendrá la misión de descubrir las verdaderas razones de su destierro y de las humillaciones que le hicieron salir junto a su madre de Pampa Ilusión hace treinta y ocho años atrás. 
No todo le resulta tan fácil, ya que Inés se enamora de José Miguel Inostroza (Francisco Reyes), el principal asesor administrativo de Mister Clark, a quien también le esconde su verdadera identidad.  
Sin embargo, Florencio y José Miguel se transforman en verdaderos amigos. Este último, aunque está subordinado a su jefe, rápidamente se distancia de él por sus prácticas despóticas, lo que representa el dinamismo y espíritu democrático de la naciente clase obrera.  
Al conocer la verdadera identidad de Florencio, ambos se enamoran y lideran la revolución obrera en las calles de Pampa Ilusión en contra de la fuerte represión administrativa y laboral, de las desigualdades sociales y por las precarias condiciones en las que viven en la salitrera, cuyo apoyo también recaerá en la principal confidente de Inés; la joven aristócrata y liberal Clara Montes (Blanca Lewin) y su enamorado obrero peruano, Alberto Quispe (Juan Falcón).

## Reparto
- Claudia Di Girolamo como Inés Clark / Florencio Aguirre.[6][7]
- Francisco Reyes como José Miguel Inostroza Morrison.[8]
- Héctor Noguera como William Clark Stevensons.[9]
- Delfina Guzmán como Mercedes Jorquera.
- Francisco Melo como Manuel Clark.[10]
- Blanca Lewin como Clara Montes Smith.[11]
- Juan Falcón como Alberto Quispe.
- Tamara Acosta como Clementina Paita.
- Alfredo Castro como Eulogio Martínez.[12]
- Luis Alarcón como Emilio Fuenzalida.
- Eduardo Barril como Ángel Montes.
- Marés González como Elena Moncada.
- José Soza como Ivo Yutrovic.
- Francisca Imboden como Isidora Fuenzalida Jorquera.
- Álvaro Morales como Melchor López / Gaspar López.
- Antonia Zegers como Carmen Montes Smith.
- Pablo Schwarz como Serafín Gálvez.
- Amparo Noguera como Elisa Pereira.
- Néstor Cantillana como Tobías Pincheira.
- Violeta Vidaurre como Amanda Jorquera.
- Consuelo Hölzapfel como Asunción Echenique.
- Sergio Hernández como Benito Valencia.
- Roxana Campos como Laura Fortuna.
- Carmen Disa Gutiérrez como Domitila Faúndez.
- Óscar Hernández como Tomás Navarro
- Luz Jiménez como Lourdes Santana.
- Erto Pantoja como Aparicio Meza.
- Ximena Rivas como Julia Méndez.
- Rodrigo Pérez como Arsenio Valle.
- Alessandra Guerzoni como Emily Thomas-Scott.
- Ricardo Fernández como Maximiliano Subercaseaux.
- Álvaro Espinoza como Ricardo Fuenzalida Jorquera.
- Claudia Cabezas como María Paita.
- Felipe Ríos como Luciano Pereira.
- Claudio González como Rómulo Verdugo.
- Daniela Lhorente como Libertad Navarro Faúndez.
- Mauricio Inzunza como Carlos González.
- María José Necochea como Esperanza Mardones.
- Eduardo Soto como Macario Ortega.
- Mireya Véliz como Bristela Monardes.
- Héctor Aguilar como Mario Weng.

## Producción
Sus grabaciones se realizaron en oficinas salitreras de Humberstone —declarada Monumento Histórico Nacional de Chile 1970 y Patrimonio de la Humanidad 2004— y en el Desierto de Atacama, entre el 20 de diciembre de 2000 y abril de 2001. El equipo de producción a cargo de Pablo Ávila realizó una gran intervención de restauración patrimonial de algunas antiguas construcciones de 1929 para el rodaje de la telenovela del director Vicente Sabatini para Televisión Nacional de Chile (TVN), ambientada en los años del ocaso de la industria salitrera en Chile.
Dentro del patrimonio, la producción tuvo que intervenir en la arquitectura del lugar, se hicieron algunas adaptaciones, como la colocación de fachadas falsas de dos pisos tapando una casa de una sola planta y una inmensa mansión que nunca existió. El teatro fue el único lugar que se utilizó por dentro y por fuera, gracias al buen estado en que se encontraba producto de una reciente restauración. La iglesia en tanto fue acondicionada con camarines, sala de maquillaje y comedores para el equipo.
Las grabaciones de la producción no se realizaron del todo Humberstone y Santa Laura. Allí solo se utilizaron como locaciones la Mansión Clark, residencia de los Fuenzalida y Montes, la pulpería, el teatro, el rancho de los solteros, el burdel clandestino, la torre del reloj y la plaza principal. Esta última se colocaron árboles, cuyas raíces fueron enterradas en tarros ocultos con tierra más fértil que la original. El resto de la historia se grabó en escenarios ficticios creados en los estudios de Chilefilms en Santiago. Allí estaban los interiores de todo, tanto de las elegantes casas, como de los dormitorios de los trabajadores solteros, que lucían toda la miseria de la época. La utilería ocupada eran todas originales y fueron adquiridos en anticuarios establecidos, familias que vendían reliquias de sus antepasados, y en los persas de Bío-Bío y Los Reyes. En tanto, la vestimenta de época fue reproducida especialmente por la diseñadora Antonieta Moles, sobre todo en el caso de los trajes de las familias más adineradas.
Para interpretar el rol del Dr. Florencio Aguirre en esta telenovela, la actriz Claudia Di Girólamo tuvo que cortarse el pelo y tuvo que estudiar sobre la diabetes con el médico diabétologo Manuel García de los Ríos —Premio Nacional de Medicina—.

## Recepción
Pampa Ilusión fue estrenada el 7 de marzo de 2001, promediando 27,1 puntos de sintonía y siendo la telenovela más vista del primer semestre. La producción comenzó perdiendo frente a los últimos episodios de la telenovela colombiana Yo soy Betty, la fea, emitida por Canal 13 en el mismo horario. Sin embargo, la audiencia fue aumentando conforme se dimensionaba el nudo dramático y gracias a la valoración del público en general sobre el trabajo de época, lo que le permitió a Pampa Ilusión, en solo cinco meses, transformarse en un fenómeno en la televisión chilena, alcanzando cifras de audiencia sobre los 55 puntos de rating.
A lo largo de toda la telenovela, se hablaron temas como la explotación laboral, la discriminación y la prostitución, al igual que el racismo, clasismo, machismo y el trasvestismo (que hasta esa fecha era tabú en una sociedad tan conservadora como la chilena). La telenovela significó un cambio de esquemas en la realización de ficción en la televisión chilena y la credibilidad de una industria que la reconoce como un clásico de culto. La prensa, por su parte, resaltó también los atributos de la ficción de TVN en distintas entrevistas, reseñas y reportajes. 
El 3 de agosto de 2001 se exhibió el último capítulo imponiendo una sintonía histórica de 55 puntos con un peak de 64 puntos. La telenovela promedió 35,5 puntos de audiencia durante toda su emisión y es considerada como el cuarto éxito de TVN en la era del people meter tras Romané, Amores de mercado y Los Pincheira.  Además, el 3 de agosto de 2001, la edición central del noticiero 24 horas, que se transmitió una vez terminada la telenovela, marcó 42,2 puntos de índice de audiencia, cifra que no ha sido igualada posteriormente.
El impactante éxito de la telenovela conlleva que el canal estatal a través de sus redes internacionales, haya distribuido globalmente en su formato original. Además, la telenovela fue comprada para ser adaptada y transmitida en su formato original en diversos países de Latinoamérica, Asia y Europa.

### Reconocimiento
El éxito de la telenovela con solo seis meses de emisión, recibió un gran número de premios y nominaciones, siendo la producción más premiada del año 2001 en Chile hasta ese entonces. En su palmarés cuenta con 6 nominaciones (dos victorias) en Premios Apes y 6 nominaciones al Premio Altazor de las Artes Nacionales en las principales categorías de televisión. 
Pampa Ilusión ha sido catalogada por los críticos como «la mejor telenovela» de Vicente Sabatini y una de las mejores superproducciones realizadas en Chile debido a su alto estándar de producción y de calidad cultural.
En agosto de 2021, Pampa Ilusión formó parte de «Pantalla Viva: 40 años de teleseries chilenas», proyecto compuesto por un libro producido por la Fundación GestionArte y una muestra fotográfica en el Centro GAM. En este contexto, ChileActores realizó una encuesta para escoger a la mejor teleserie chilena de los últimos 40 años, donde Pampa Ilusión fue escogida como la mejor producción realizada en Chile.
Los actores Claudia Di Girolamo, Francisco Melo, Blanca Lewin y Rodrigo Pérez, y el productor Pablo Ávila, han declarado que Pampa Ilusión es su telenovela favorita.

## Realizadores
- Gerencia de Producción de TVN: Cecilia Stoltze
- Producción ejecutiva: Pablo Ávila
- Dirección general: Vicente Sabatini
- Autor(es): Víctor Carrasco, Vicente Sabatini
- Guion: Víctor Carrasco, Larissa Contreras, María José Galleguillos y Alexis Moreno
- Dirección: Leonardo Rojas y Patricio González
- Producción general: Daniela Demicheli
- Producción: Patricio López y Verónica Brañes
- Jefe de Escenografía: Pedro Miranda
- Jefe de Ambientación: Sergio Zapata
- Jefe de Vestuario: Antonieta Moles
- Jefe de Estilismo: José Luis Retamal
- Dirección de fotografía: Beltrán García
- Montaje: Miguel Garrido y Jaime Pagani

## Premios y nominaciones
| Año  | Premio          | Categoría               | Actriz                                                                      | Resultado |
| ---- | --------------- | ----------------------- | --------------------------------------------------------------------------- | --------- |
| 2001 | Premios APES    | Mejor telenovela        |                                                                             | Nominada  |
| 2001 | Premios APES    | Mejor actriz            | Claudia Di Girolamo                                                         | Nominada  |
| 2001 | Premios APES    | Mejor actriz            | Blanca Lewin                                                                | Ganadora  |
| 2001 | Premios APES    | Mejor actriz de reparto | Marés González                                                              | Ganadora  |
| 2001 | Premios APES    | Mejor actriz de reparto | Delfina Guzmán                                                              | Nominada  |
| 2001 | Premios APES    | Mejor actriz de reparto | Ximena Rivas                                                                | Nominada  |
| 2002 | Premios Altazor | Mejor actriz            | Claudia Di Girolamo                                                         | Nominada  |
| 2002 | Premios Altazor | Mejor actriz            | Claudia Cabezas                                                             | Nominada  |
| 2002 | Premios Altazor | Mejor actor             | Héctor Noguera                                                              | Nominada  |
| 2002 | Premios Altazor | Mejor actor             | Néstor Cantillana                                                           | Nominada  |
| 2002 | Premios Altazor | Mejor guion             | Víctor Carrasco, Larissa Contreras, María José Galleguillos y Alexis Moreno | Nominada  |
| 2002 | Premios Altazor | Mejor dirección         | Vicente Sabatini                                                            | Nominada  |

## Galería de fotos

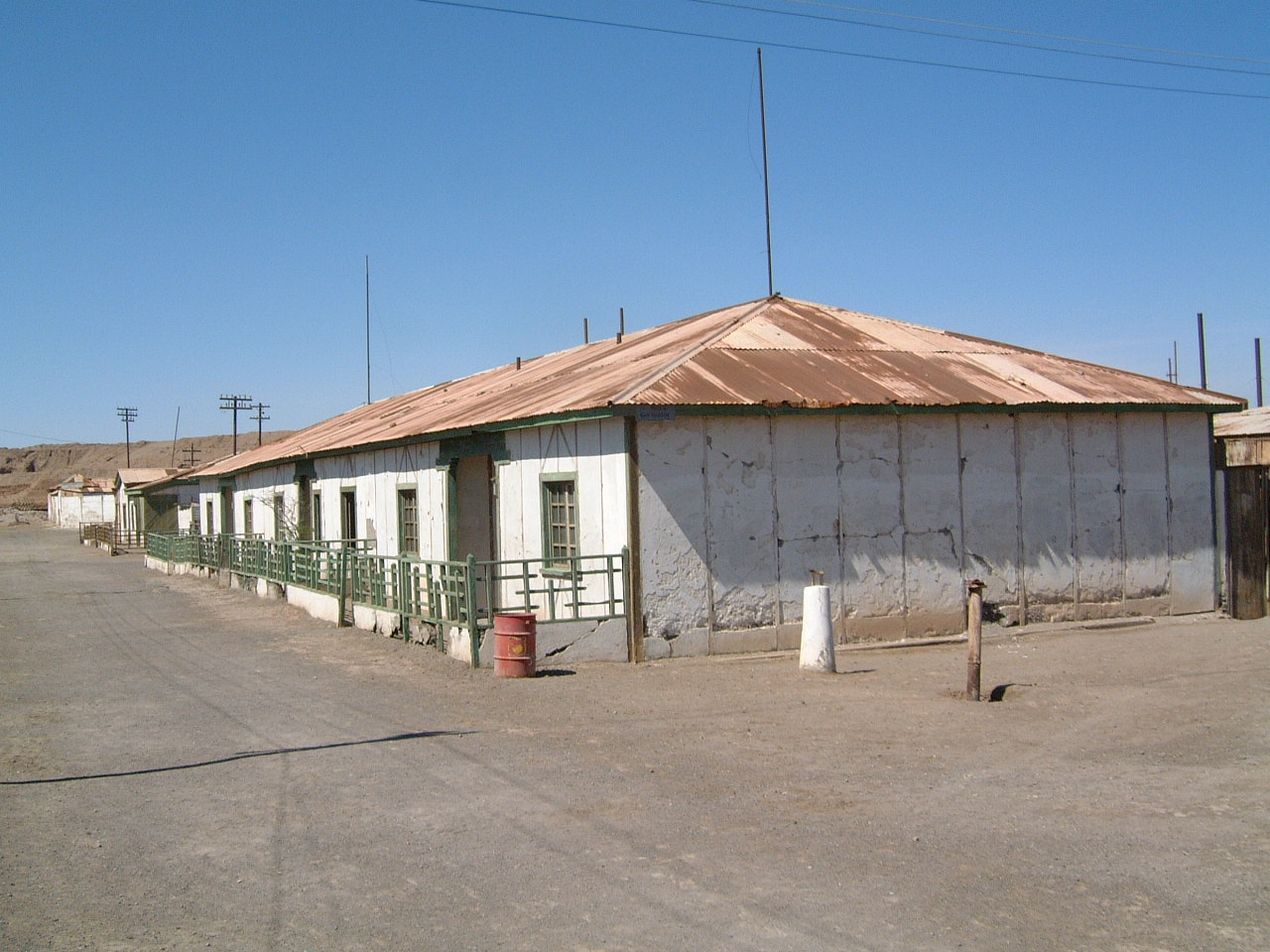
Casas de obreros.
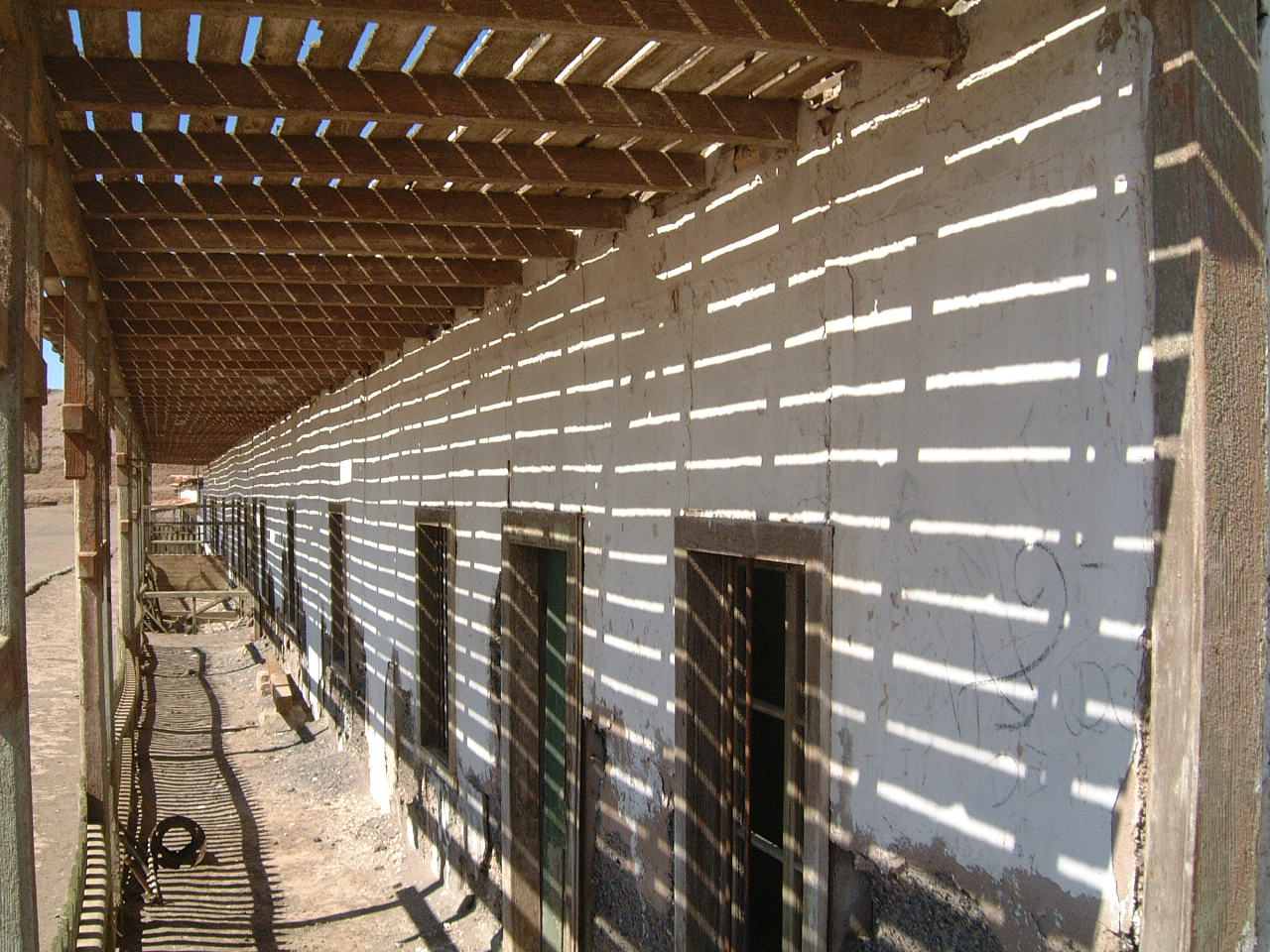
Casas de obreros.
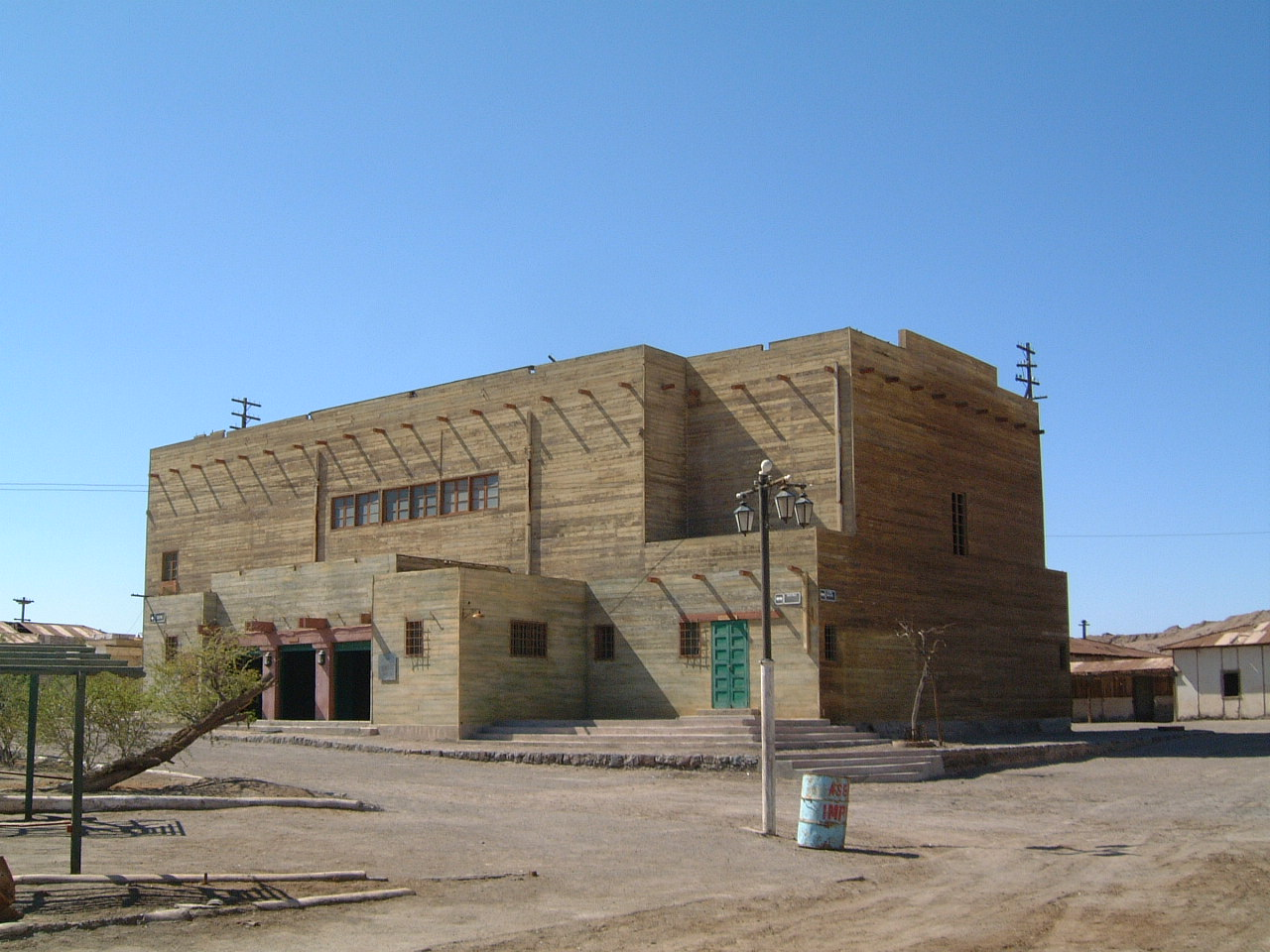
Teatro.
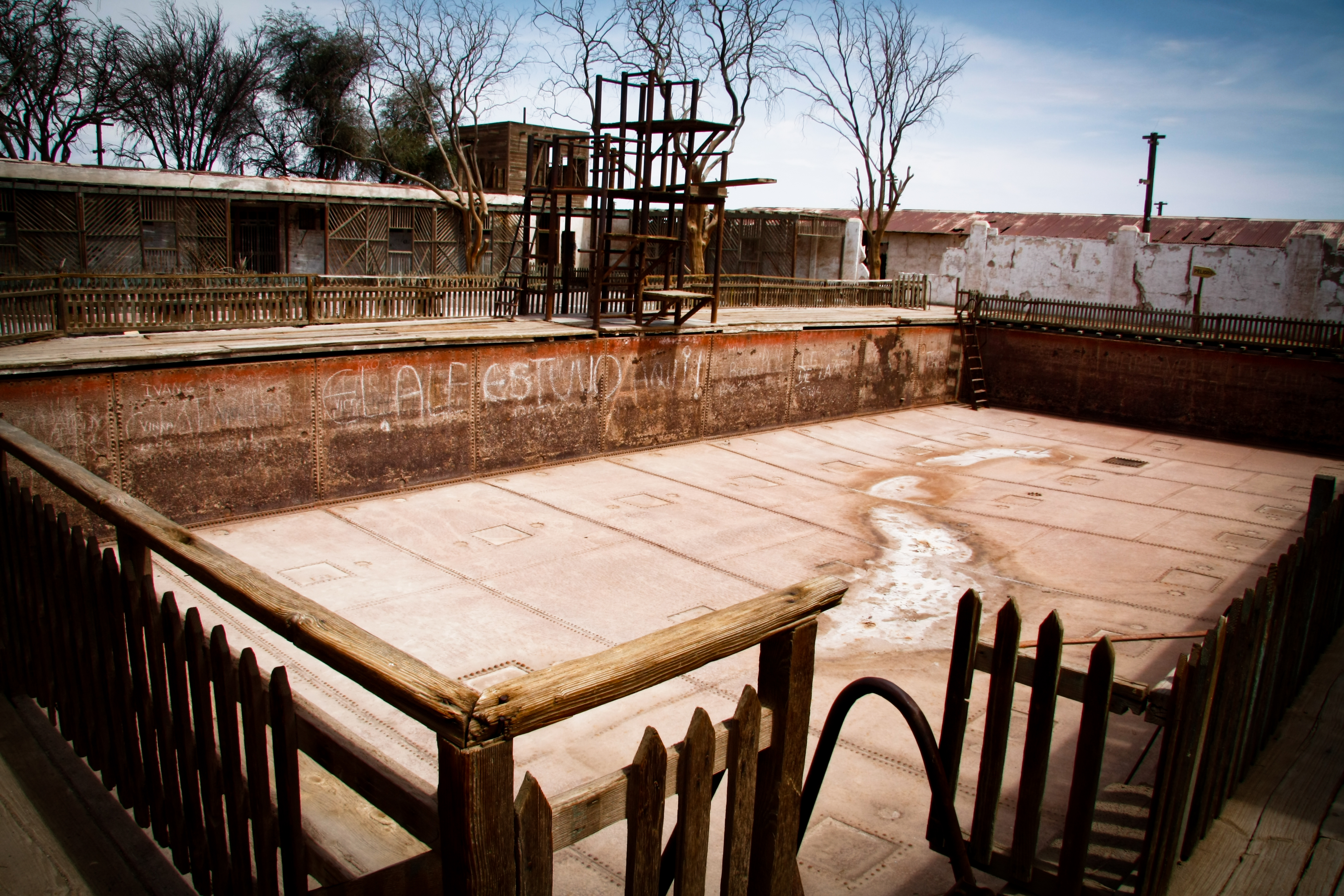
Piscina de acero.
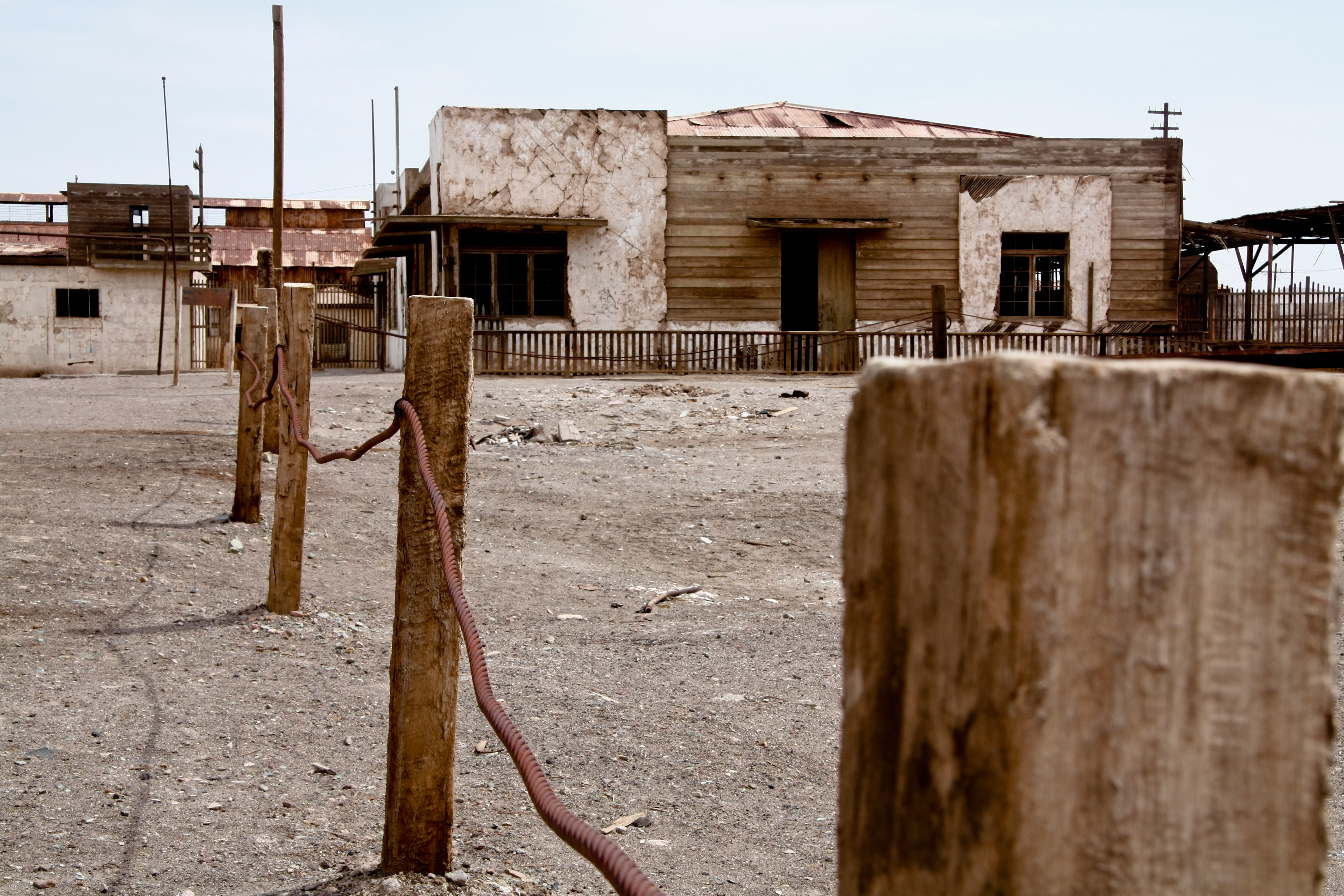
Viviendas de oficina salitrera Humberstone.
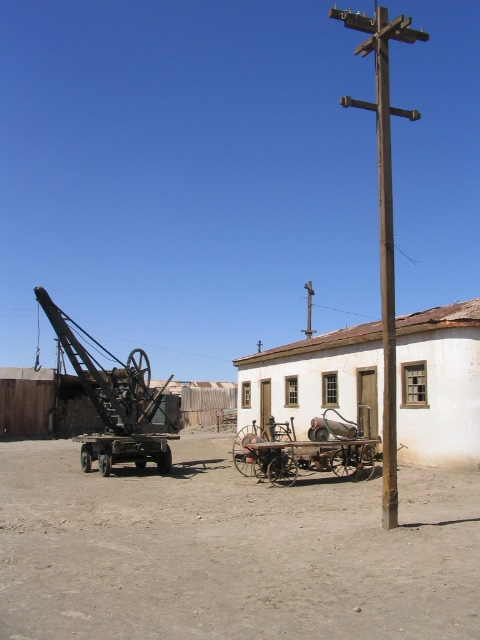
Vista de la Oficina Salitrera Humberstone.
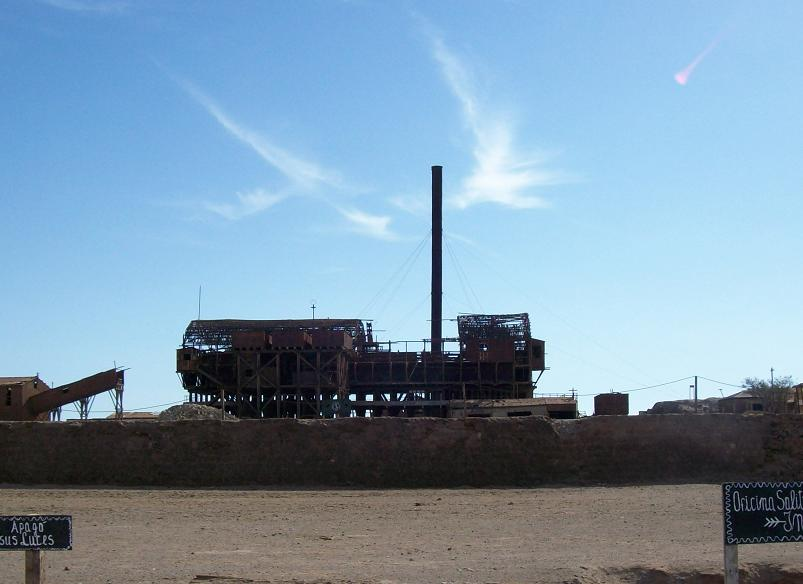
Santa Laura.

## Banda sonora

### Pampa Ilusión, Vol. 1: Nostalgias y Canciones
1. Nuestro juramento - Julio Jaramillo (tema de Clara y Alberto)
2. Noche de ronda - Tito Rodríguez
3. Begin the beguine - Los Tres Diamantes
4. Piensa en mí - Wildo
5. Farolito - Jorge Fernández (tema de Clementina)
6. Cielito lindo - los tres diamantes
7. El día que me quieras - Luis Miguel tema de carmencita y Maximiliano
8. Cuando ya no me quieras - Alba & La Banda PM
9. El plebeyo - Olimpo Cárdenas
10. El andariego - Pepe Jara
11. Nosotros - Orquesta Aragón
12. Princesa - Joaquín Sabina
13. Señora - Orlando Contreras
14. Júrame - John & La Banda PM
15. Lamento borincano - Daniel Santos
16. Licor bendito - Orlando Contreras
17. Vienes o voy - Juan Gabriel
18. La violetera - Natty Mistral
19. Historia de un amor - Zalo Reyes (tema de Clementina y Manuel)
20. Amor de mis amores - Pedro Infante
21. Obsesión - Daniel Santos
22. La canción del borracho - Orlando Contreras
23. Quiéreme mucho - Los Tres Diamantes
24. Y tenía un lunar - Felipe Casas (tema de apertura)

### Pampa Ilusión, Vol. 2: Noches de fiesta
1. Bailando el charleston - Los Intocables de Tono Escobar
2. La cucaracha - Harry Roy
3. ¡Ay Mamá Inés! - Bola de Nieve
4. Tipi tipi tin, al paso del pollo, japonesita - La Banda PM
5. Happy feet - Paul Whiteman & orquesta
6. Amapola - Jimmy Dorsey
7. Pretty baby - Pedro Morquecho & su novachord
8. Inolvidable - Eydie Gormé
9. La chica del 17, el paso del pollo, en el bosque... - René Donoso & Trío
10. La Adelita - Silvestre Vargas
11. Salud, dinero y amor - Sonora Veracruz
12. En un pueblito español, Ramona - La cómoda de alambres de Guillermo Álvarez
13. Yes Sir that's it my baby - Ace Brigade
14. Cien pies, dos pulgadas - Pedro Morquecho
15. Japonesita - Estudiantina de la Chimba
16. Cuando me vaya - Los Tres Diamantes
17. La vie en rose - Mantovani (tema de Clara)
18. Doce cascabeles, no te puedo querer - Los Churumbeles
19. En la orilla del mar - Bienvenido Granda
20. Por una cosa - Carlos Argentino
21. El cumbanchero - Daniel Santos
22. El aldeano, adolorido, el paso del pollo - Estudiantina de la Chimba
23. Cuando ya no me quieras - Johnny Albino
24. Y tenía un lunar - José Bohr

### Pampa Ilusión, Vol. 3: Días de radio
1. Putting on the ritz - Fred Astaire
2. La cumparsita - Xavier Cugat
3. Ramona - Gene Austin
4. Sonny boy- Al Jonson
5. El día que me quieras - Carlos Gardel
6. Juan Charrasqueado - Jorge Negrete
7. Ain't she Sweet - Gene Austin
8. La vie en rose - Marlene Dietrich
9. Júrame - José Mojica
10. Over the rainbow - Judy Garland
11. Embraceable You - Nat King Cole
12. Did i remember - Billie Holiday
13. Guter mann in mond - Rosita Serrano
14. Paris je t'aime d'amour - Maurice Chevalier
15. Cornet chop suey - Louis Armstrong
16. La violetera - Borrah Minetivich
17. Ca c'est Paris - Mistinguett
18. El relicario - Ray Noble
19. La petite Tonkinoise - Josepine Baker
20. O sole mío- Enrico Caruso
21. Matinatta - Benimiano Gigli
22. Mon coeur est au coin d'une rue - Édith Piaf
23. Que reste-t-il de nos amours - Charles Trenet
24. Y tenía un lunar - José Bohr

## Críticas
- La metáfora más evidente, que ha sido explicitada en varios comentarios sobre la telenovela, es la referencia al general Augusto Pinochet, quien en esos momentos se encontraba preso en Londres y que, al igual que Mr. Clark, quedaba expuesto como un anciano enfermo y algo ridículo al ser desprovisto de su aura de poder. Pero además, lo que ese beso está sellando más sutilmente es el cambio de paradigma social y la integración, a través del amor, de diferentes clases y grupos sociales en un entramado más complejo y diverso. De hecho, los dos protagonistas estaban ligados a Clark: ella era su hija ilegítima, él su principal asesor. En el mundo tradicional ser ilegítimo tiene una connotación negativa, pero la hija de Clark además es médico, por lo que es un agente del mundo profesional y el progreso por medio de la ciencia y la técnica. Por otra parte, el héroe es el principal asesor de Clark, quien llega a ese puesto por su eficiencia administrativa. Sin embargo, aunque está subordinado a su jefe, rápidamente se distancia de este por sus prácticas despóticas, lo que representa el dinamismo y espíritu democrático de la naciente clase media.

## Retransmisiones
Pampa Ilusión fue retransmitida por la señal nacional de Televisión Nacional de Chile desde el 30 de junio hasta el 19 de noviembre de 2008, en el horario de las 15:00 horas. Mientras que su segunda emisión fue a comienzos del 2014, la tercera emisión fue desde el 23 de mayo hasta el 21 de noviembre de 2022 en el horario de las 17:00 horas.